# Schøyen MS 2633
Schøyen MS 2633 (früher P. Fackelmann 12, Nr. 863 nach Rahlfs) ist die Bezeichnung für zwei Fragmente eines Pergamentkodex aus dem 4. oder 5. Jahrhundert. Sie enthalten Teile aus Sirach 29,13–26 in griechischer Sprache (Septuaginta). Die Fragmente sind 4,5 cm × 5 cm und 7 cm × 7 cm groß und mit Unzialen beschrieben.
Sie wurden vom österreichischen Papyruskonservator Anton Fackelmann in Ägypten wahrscheinlich 1969 erworben und in seine Privatsammlung (Sammlung Fackelmann) mit dem Siglum P. Fackelmann 12 aufgenommen. Sein Sohn Anton Fackelmann jr. ließ die Fragmente (wahrscheinlich 1998) versteigern, wo sie die Schøyen Collection aus Oslo und London erwarb.

## Edition
- Gianfranco Agosti: 14. LXX, Siracides 29.13-26 (MS 2633). In: Rosario Pintaudi (Hrsg.): Papyri Graecae Schøyen (PSchøyen I) (= Manuscripts in The Schøyen Collection V: Greek papyri I / Papyrologica Florentina Band 35). Edizioni Gonelli, Florenz 2005, ISBN 88-7468-026-0, S. 45–48, Tafel IX.